# Hieracium amphicentrum
Hieracium amphicentrum es una especie de planta con flor del género Hieracium, de la familia Asteraceae, orden Asterales.

## Distribución
Hieracium amphicentrum se distribuye por Suecia.

## Taxonomía
Fue descrita científicamente por Johanss. & Sam. Fue publicada en Bot. Not. 1924: 142 (1924).